# Collection Crozat
Ne doit pas être confondu avec Recueil Crozat.
La collection Crozat est un ensemble d'œuvres d'art constitué de dessins et de peintures acquis par Catherine II de Russie en 1772 auprès des héritiers de Louis Antoine Crozat grâce à la médiation de Denis Diderot. Une grande partie des œuvres est ensuite entrée au musée impérial de l'Ermitage.

## Histoire de la collection

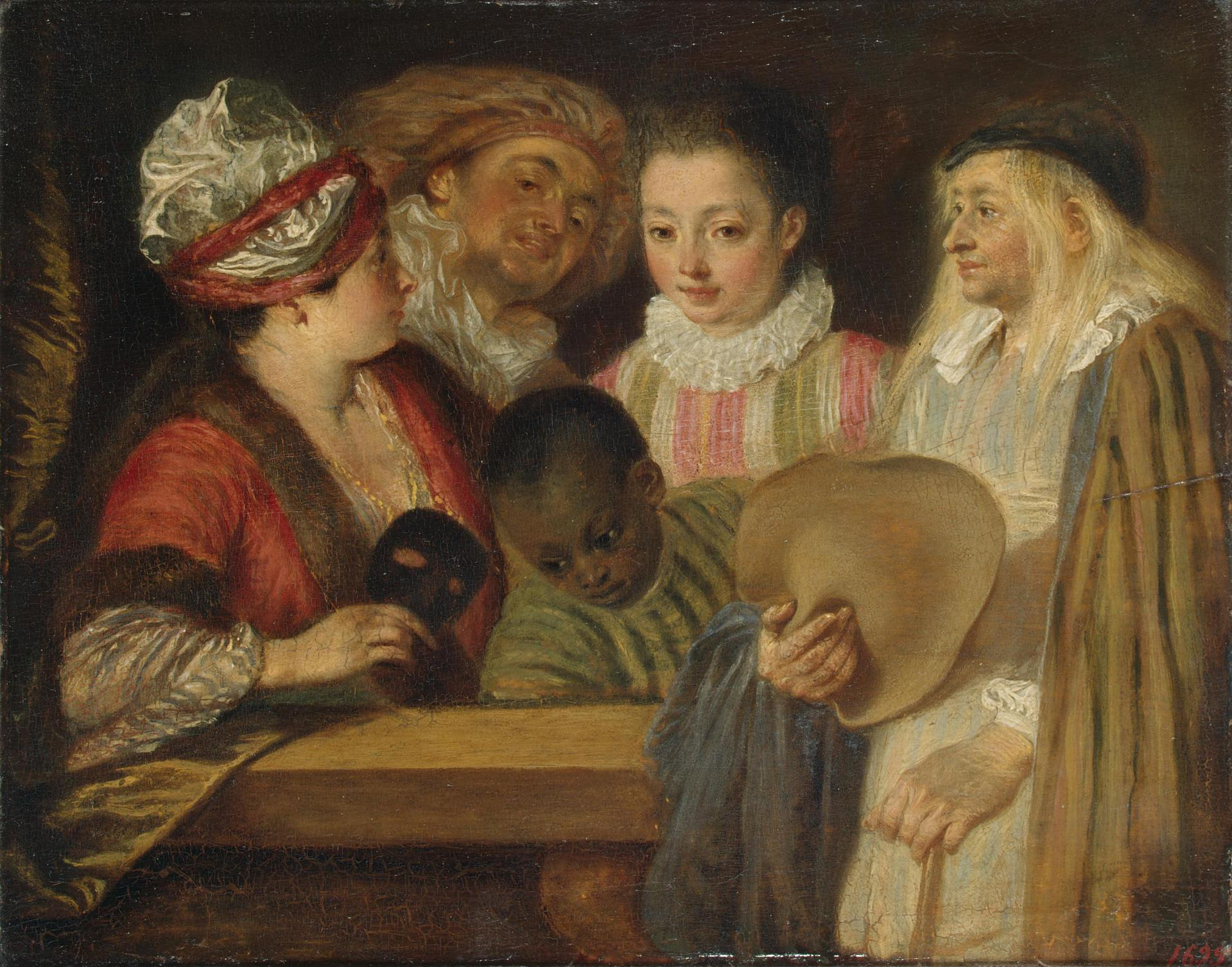
Antoine Watteau, Acteurs de la Comédie-Française, ou La Mascarade (vers 1712), huile sur toile, 20,2 x 25 cm, musée de l'Ermitage. Inv. no 1131; autrefois partie de la collection Crozat.

Cette collection trouve son origine dans celle de Pierre Crozat (1665-1740), qui, entre 1683 et 1740, accumula dans son hôtel de la rue de Richelieu un nombre considérable de dessins — sans doute la plus grosse collection de son temps — et des peintures, principalement italiennes et flamandes, sans compter les artistes qu'il protégeait et commissionnait comme Antoine Watteau ou Charles de La Fosse. Pierre est un véritable amateur d'art, obsessif, traquant, en France et à l'étranger, les ventes, les marchands et les artistes. Il a hérité de son père banquier une partie de la fortune familiale sous forme de terres et possède des parts dans les affaires coloniales et négrières de son frère aîné Antoine. Dès 1714, il se rapproche du futur régent Philippe d'Orléans, à la tête d'une importante collection de tableaux, et devient en quelque sorte son agent parce qu'il possède une connaissance du marché et de ses acteurs. En 1721, Crozat fait en sorte que le régent acquiert une bonne partie de la collection de Christine de Suède, prenant au passage quelques belles pièces. En 1729, commence l'édition d'un recueil d'estampes — dit Recueil Crozat — reprenant les plus beaux tableaux et dessins issus des collections des Orléans et de cabinets privés, dont celui de Crozat. Pierre Crozat meurt en 1741 sans enfant. Sa collection passe à ses neveux, qui, pour en faire le partage, chargent quatre experts, Pierre-Jean Mariette, Gabriel Huquier, Edme-François Gersaint et François Joullain, d'organiser en avril et mai 1741 à Paris, la vente de 19 000 dessins et des centaines de pierres gravées. La collection de peintures et de sculptures de Pierre Crozat reste après sa mort dans son hôtel de la rue de Richelieu (hôtel disparu), avec lequel elle est léguée à l'ainé de ses neveux, Louis François Crozat, marquis du Châtel.
Lorsque celui-ci décède, le 31 janvier 1750, il ne laisse qu'une descendance féminine et, suivant les volontés de son oncle, la collection d'Art est transmise au plus jeune de ses frères, Louis Antoine Crozat, baron de Thiers.
Ce dernier hérite aussi en 1751 de la collection de son autre frère, Joseph Antoine Crozat, marquis de Thugny, composée principalement de peintures néerlandaises et françaises du XVIIe siècle. Muni de ces deux collections, qu'il ajoute à la sienne propre, composée également de peintures néerlandaises et françaises, le baron de Thiers fait vendre en juin 1751 les sculptures provenant originairement de son oncle Pierre Crozat et une partie des peintures provenant des deux collections héritées .
Durant une vingtaine d'années, la collection de tableaux et de sculptures ainsi rassemblée est conservée en l'hôtel d'Evreux, place Louis le Grand, aujourd'hui 19 place Vendôme. A partir de 1751, le baron de Thiers en ouvre l'accès au public ; en 1755, il en fait imprimer un catalogue,. À cette époque, il s'agit d'une des rares collections d'Art ouverte au public à Paris. À sa mort, en 1770, le baron de Thiers laisse trois filles : Antoinette Louise Marie, Augustine Sabbigothon et Louise Thérèse, qui décident de liquider cette collection, dans une conjoncture de crise financière internationale : le Royaume vient de perdre une partie de son empire colonial et les Crozat, très impliqués dans ce commerce, ont besoin d'argent. La survenance au même moment d'autres dispersions de grandes collections d'Art, en particulier la collection du duc de Choiseul, cousin des Crozat, les incite à rechercher une vente de leur collection en bloc.
Chargé par Catherine II de lui procurer des tableaux pour enrichir les collections impériales, Denis Diderot s'entremet pour négocier la collection Crozat, avec l'aide de son ami, le banquier et collectionneur suisse François Tronchin, qui en fait une expertise, conjointement avec deux marchands d'Art.
Le 4 janvier 1772, un acte est passé entre l'impératrice Catherine II de Russie, le prince Galitzine et Denis Diderot, stipulant de verser la somme de 460 000 livres aux filles Crozat, pour prix de la collection. Galitzine et Diderot s'étaient connus à Paris, quand le prince y était ambassadeur de Russie.
La cargaison qui comprend tableaux, pastels et dessins, est expédiée par bateau et met plus de quatre mois pour atteindre Saint-Pétersbourg. Quatre cents œuvres de cette collection sont désormais en possession du Musée de l'Ermitage de Saint-Pétersbourg.

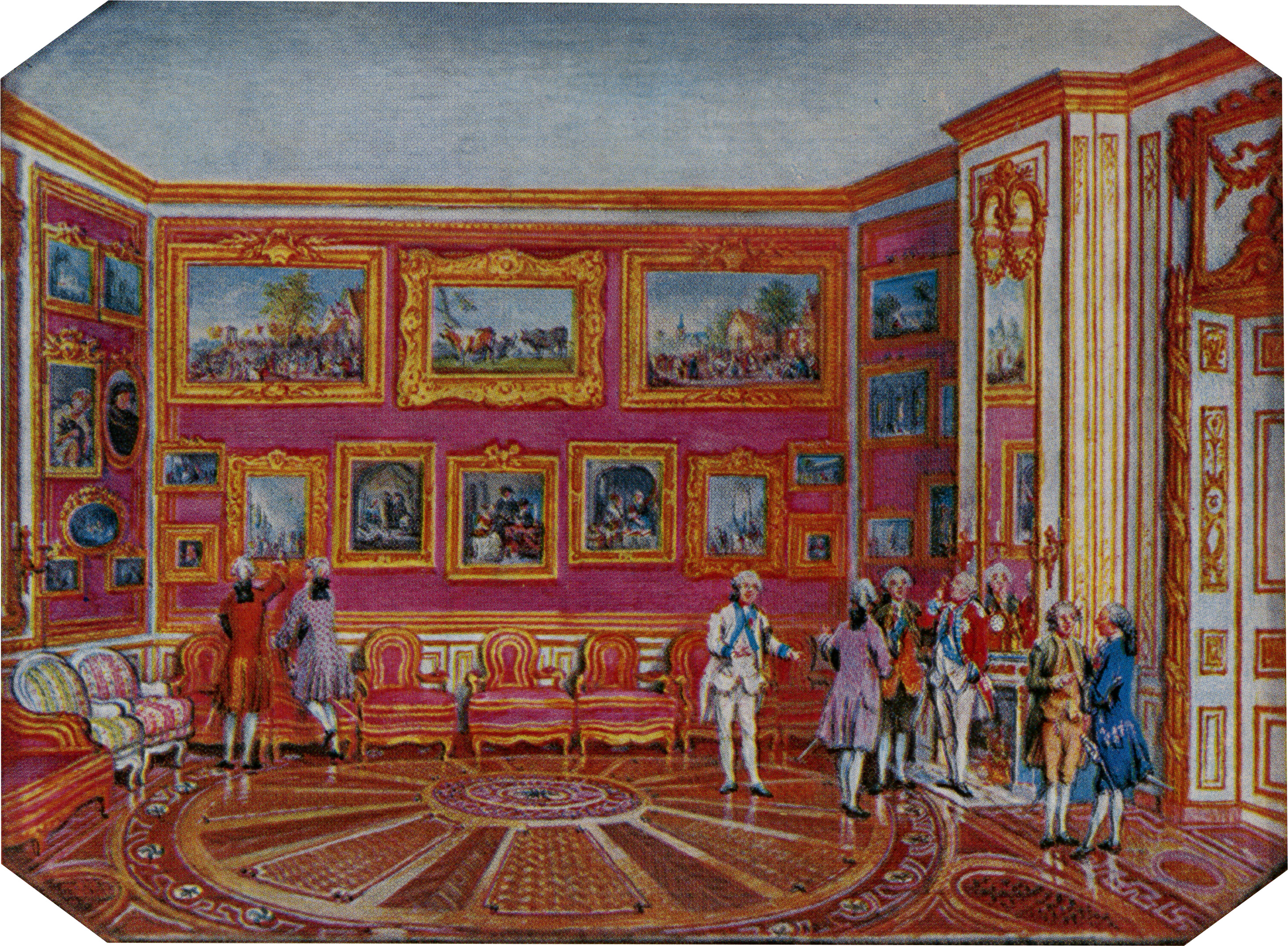
Miniature de Louis-Nicolas Van Blarenberghe décrivant le premier cabinet de l'hôtel de Choiseul (ancien hôtel de Pierre Crozat), rue de Richelieu (miniature de la Tabatière Choiseul, 1770).

Cette collection contient notamment un Raphaël, quatre Véronèse dont un autoportrait, douze Rubens, sept van Dyck, trois Watteau, huit Rembrandt, cinq Poussin, plusieurs œuvres des Frères Le Nain (dont La Visite à la grand-mère et La Famille de la laitière) et quelques œuvres de Claude Lorrain dit le Lorrain ainsi que de Chardin, comme le fameux Bénédicité et La Blanchisseuse. Il s'y énonce également un goût prononcé pour l'estampe dont Pierre Crozat fut mécène avec notamment des planches de Nicolas-Dauphin de Beauvais, Charles-Nicolas Cochin, Louis Desplaces, Edme Jeaurat, Jacques-Philippe Le Bas, Jean-Baptiste Scotin ou Louis Surugue.
L'achat par la Grande Catherine de cette imposante collection, nommée alors la « galerie Thiers », pose dès cette époque, la question de la fuite des éléments du patrimoine national vers l’étranger. Les regrets du public sont d'autant plus grands que cette collection lui était ouverte et que son prix de vente en bloc est généralement jugé assez bas, au regard de l'importance des œuvres. Diderot s'exprime à ce propos dans une de ses lettres à l'impératrice-mécène le 20 mars 1771, où il rappelle le contexte politique, celui de la guerre : « Je jouis de la haine publique la mieux décidée et savez-vous pourquoi ? Parce que je vous envoie des tableaux. Les amateurs crient, les artistes crient, les riches crient. »
D'autres pièces de la collection originelle se trouvent aujourd'hui au Nationalmuseum de Stockholm : elles proviennent de Carl Gustaf Tessin, ambassadeur de Suède à Paris, qui en 1741, avait acheté une grande partie des dessins de Pierre Crozat. En 1749, ruiné, il revend sa collection à la couronne danoise.

## Quelques œuvres de la collection Crozat

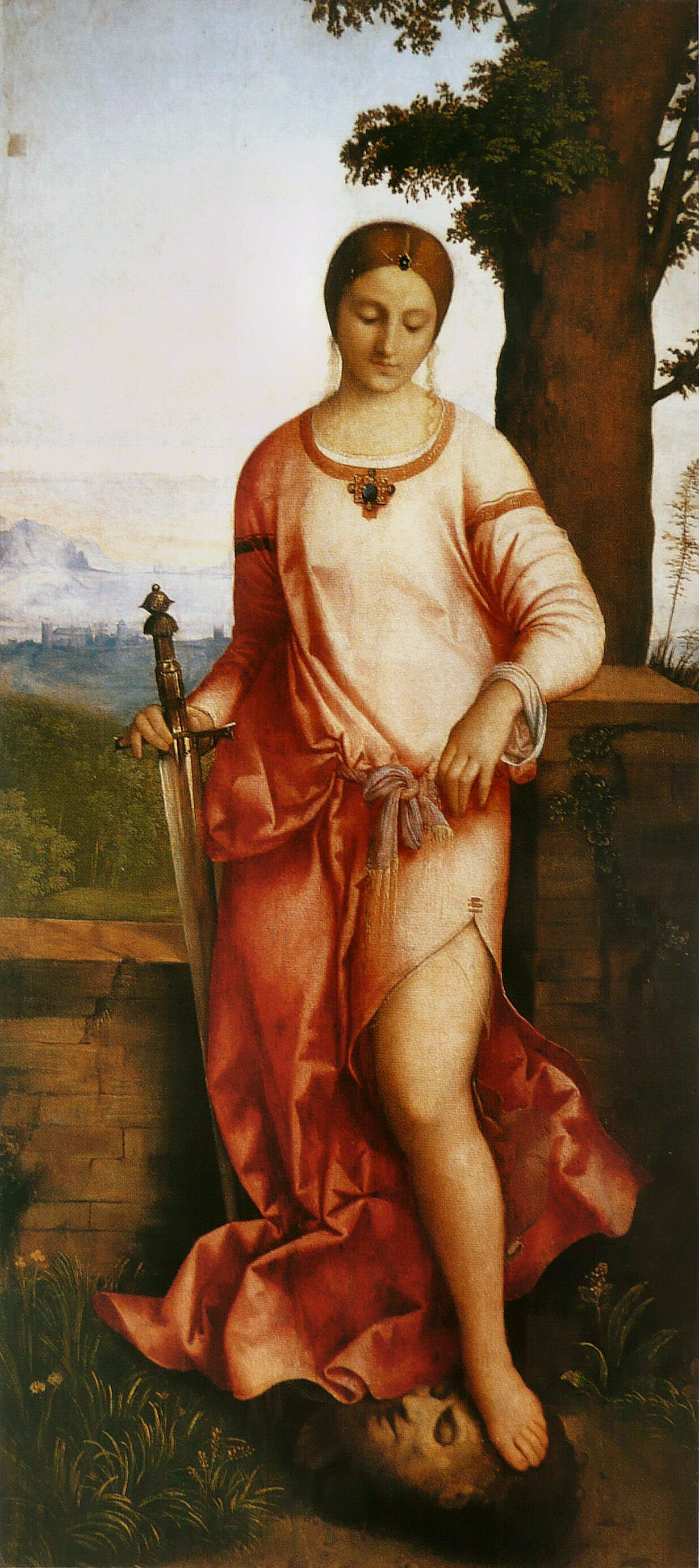
Judith, Giorgione, 1504, musée de l'Ermitage
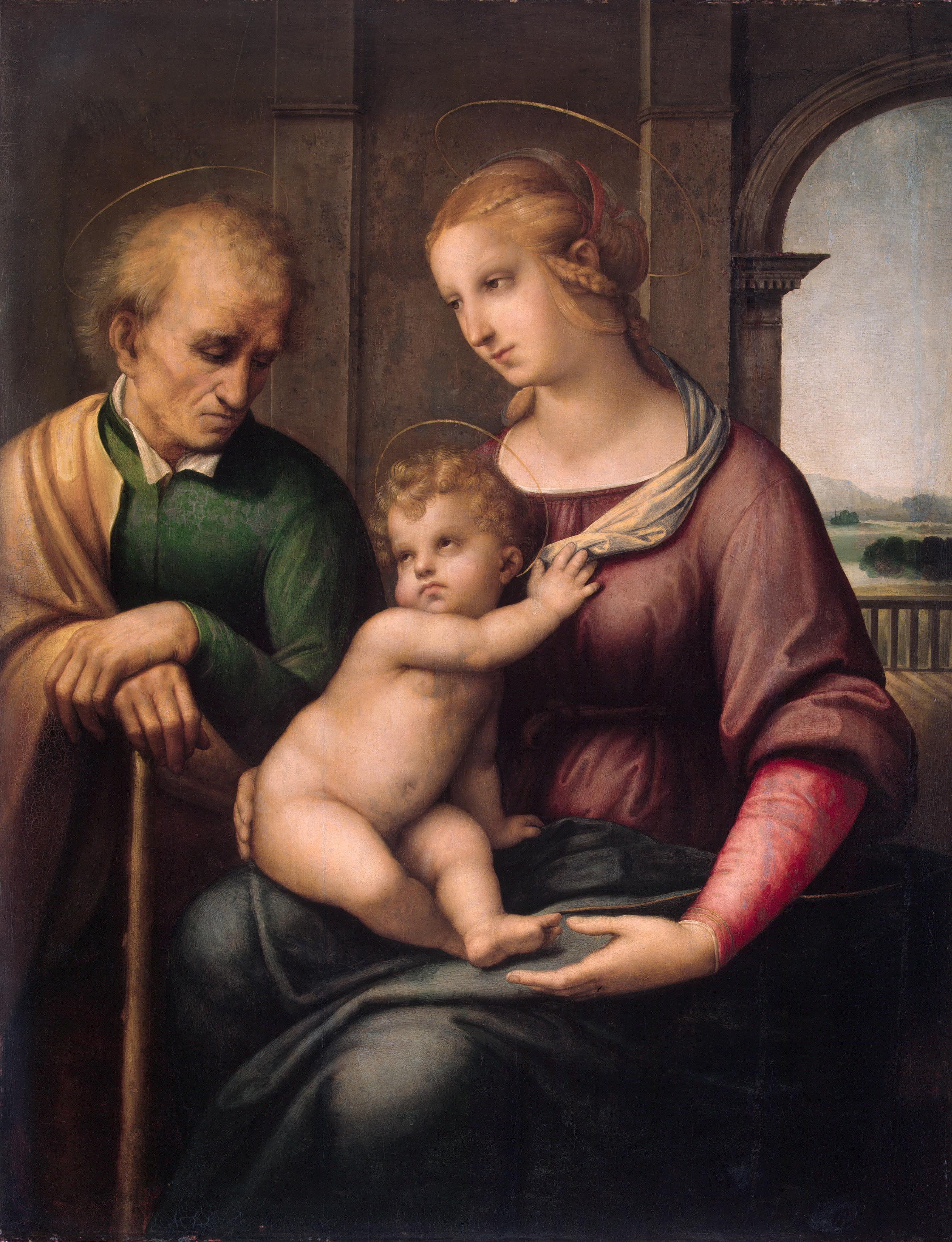
La Vierge à l'Enfant et saint Joseph imberbe, Raphaël, 1506, musée de l'Ermitage
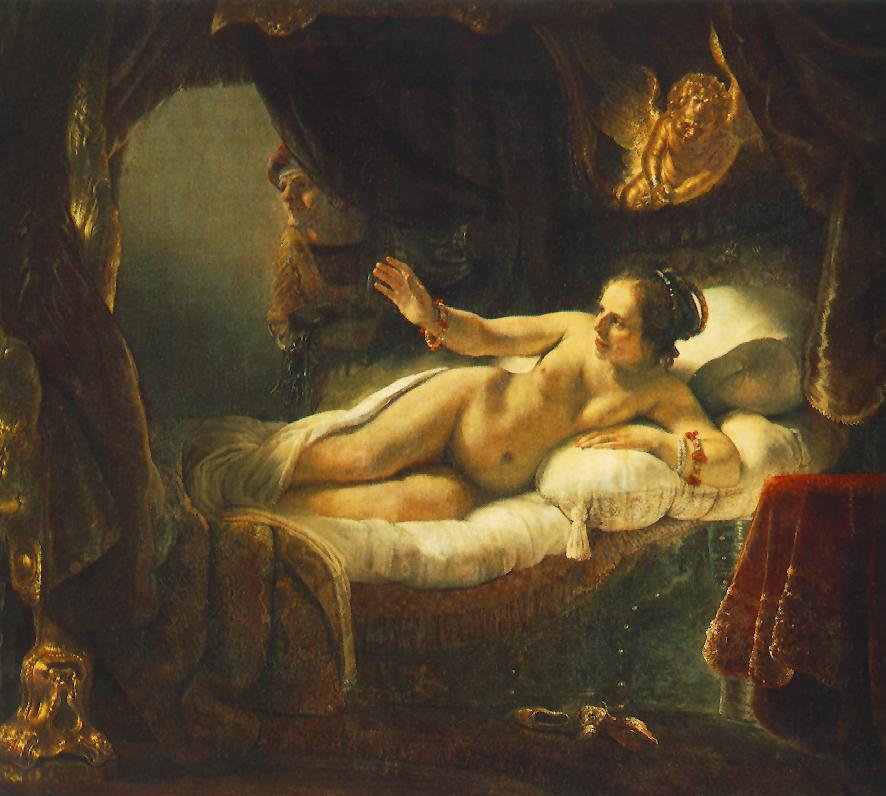
Danaé, Rembrandt, entre 1636 et 1643, musée de l'Ermitage
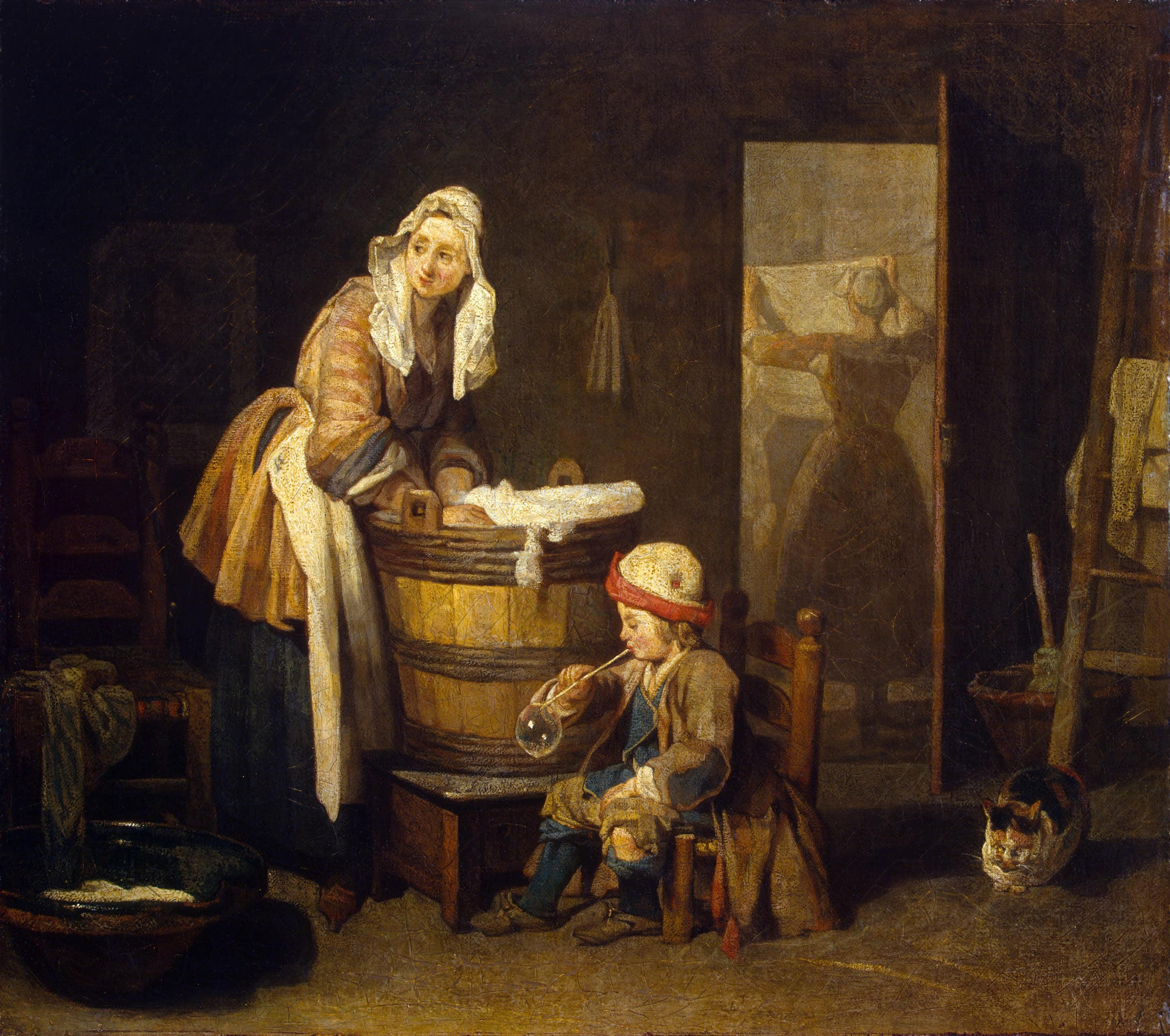
La Blanchisseuse, Chardin, vers 1730, musée de l'Ermitage
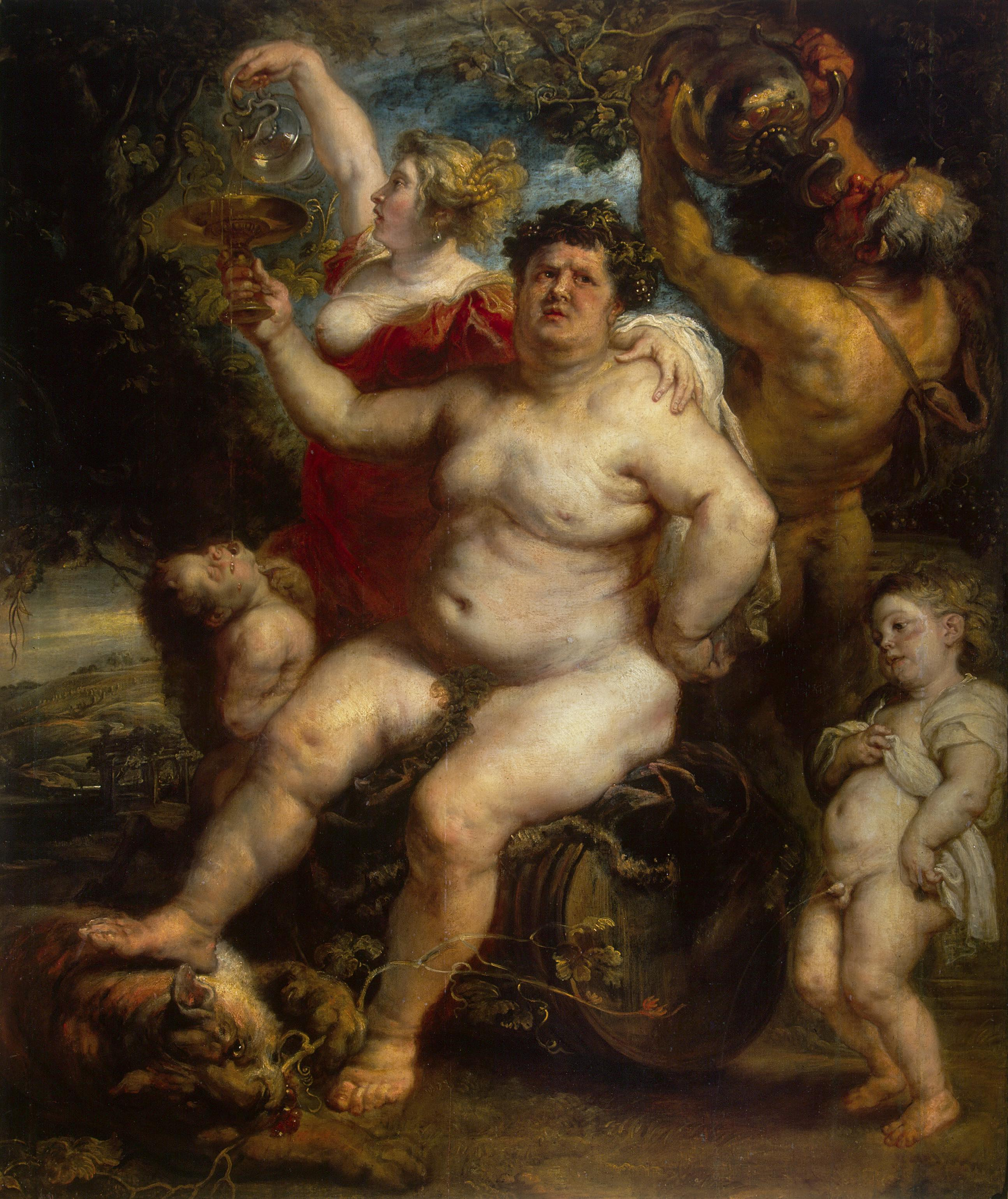
Bacchus, Rubens, vers 1640, musée de l'Ermitage
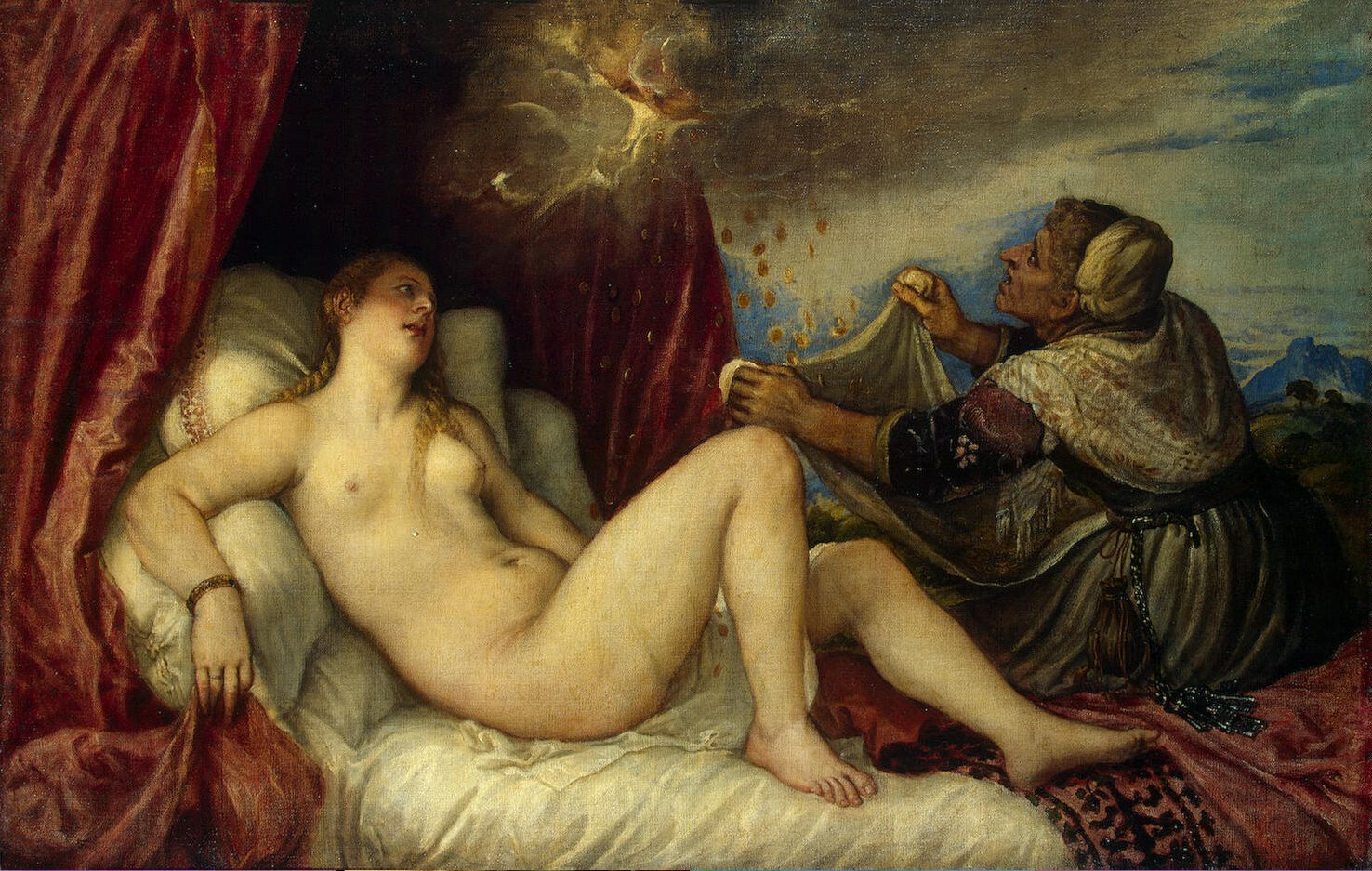
Danaé, Titien, 1553-1554, musée de l'Ermitage
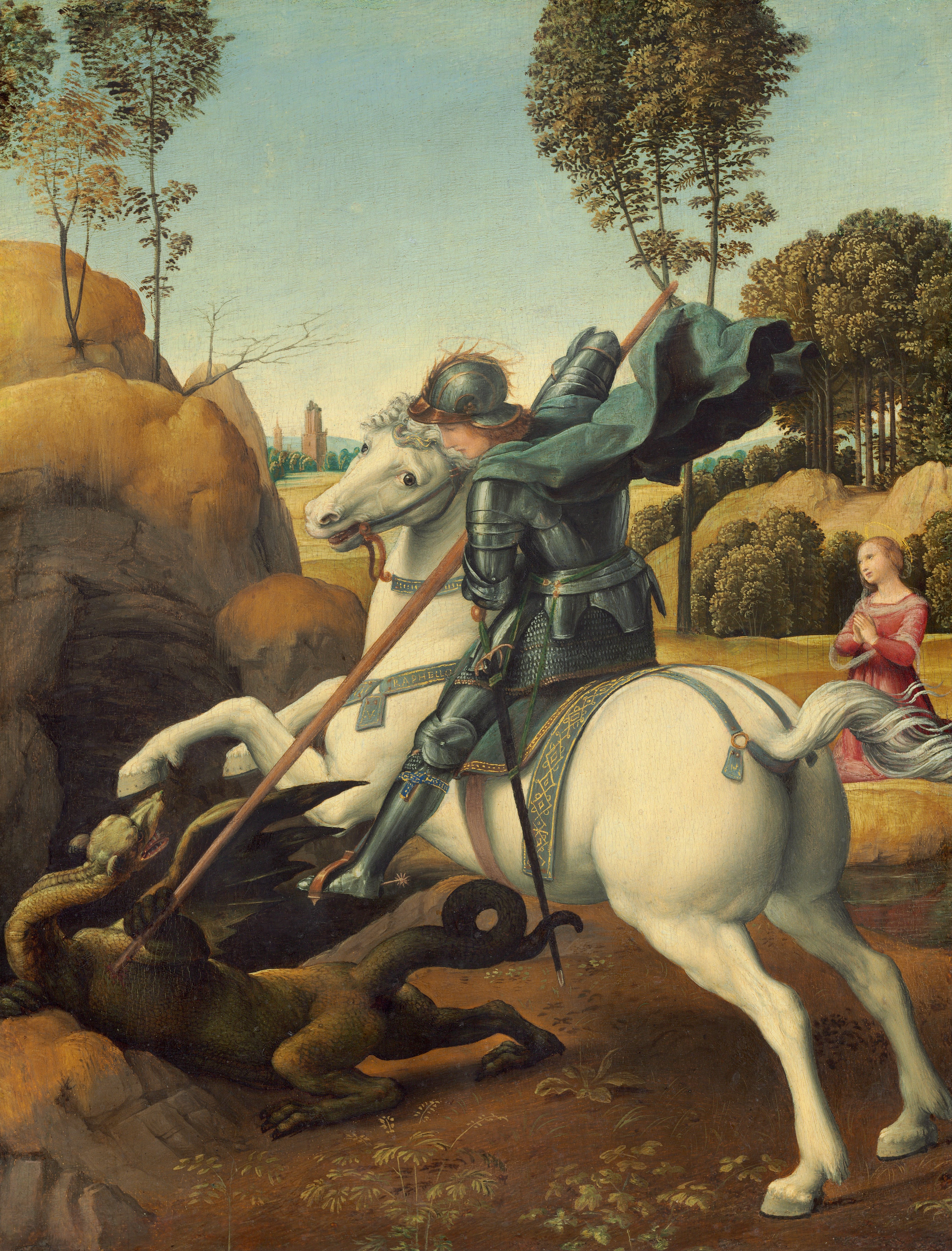
Saint Georges et le Dragon, Raphaël, vers 1506, National Gallery of Art de Washington

### Articles liés
- Famille Crozat
- Hôtel Crozat
- Vente des peintures du musée de l'Ermitage (1930-1931)